# Bão Sonamu (2013)
Bão Sonamu là một cơn bão được hình thành trong Biển Đông đầu năm 2013 và là cơn bão đầu tiên của Mùa bão Thái Bình Dương năm 2013.

## Lịch sử khí tượng
Vào ngày 30 tháng 12 năm 2012, một vùng áp suất thấp hình thành ngoài khơi phía đông Micronesia. Hệ thống này tiếp tục mạnh lên, vào ngày 1 tháng 1, Cơ quan Khí tượng Nhật Bản nâng cấp nó thành một áp thấp nhiệt đới.
Ngày 3 tháng 1, PAGASA nâng cấp nó thành áp thấp nhiệt đới và đặt tên nó là Auring khi nó di chuyển qua Philippines.
Sáng sớm ngày 3 tháng 1, JTWC đã đưa ra cảnh báo sự hình thành xoáy thuận nhiệt đới. Do ảnh hưởng của áp thấp nhiệt đới, chuyến tàu khách bị mắc cạn ngoài khơi bờ biển thành phố Dumaguete, 200 hành khách và thủy thủ đoàn đã được giải cứu. 
Vào tối ngày 3 tháng 1, JMA nâng cấp áp thấp nhiệt đới này thành bão nhiệt đới và đặt tên nó là Sonamu, trong khi đó JTWC nâng cấp nó thành Áp thấp nhiệt đới 01W
Ngày 4 tháng 1, JTWC đã nâng cấp nó thành bão nhiệt đới với tên gọi 01W. Chiều ngày 4 tháng 1, cơn bão có sức gió 88 km/giờ, cách đảo Trường Sa Lớn khoảng 330 km về phía đông hướng vào vùng bán đảo Cà Mau.
Lúc 4 giờ (UTC+7) ngày 5/1, vị trí tâm bão số 1 ở vào khoảng 7,8 độ Vĩ Bắc; 110,0 độ Kinh Đông, trên khu vực phía Tây đảo Huyền Trân. Sức gió mạnh nhất ở vùng gần tâm bão mạnh cấp 9, giật cấp 11, cấp 12.